# Mateo Hrvatin
Mateo Hrvatin (Fiume, 1980. augusztus 15. –) világbajnoki ezüstérmes horvát válogatott kézilabdázó, edző.

## Pályafutása

### Klubcsapatban
Mateo Hrvatin 1980. augusztus 15-én született Fiumében. Első csapata az RK Kvarner volt, ahol nevelkedett, innen igazolt az RK Pećine csapatához 1997-ben. 2000-ben az első osztályú RK Zamet játékosa lett. Első szezonjában döntőbe jutott csapatával a Horvát Kupában, de a trófeát nem sikerült megszerezni. 2001-ben és 2002-ben az EHF-kupában is pályára léphetett, de csapatát előbb a Porto, majd a Montpellier Handball ejtette ki a további küzdelmekből. A 2006-2007-es szezontól kezdve a Zamet pénzügyi gondokkal küzdött, többször előfordult, hogy több játékosának a fizetésével is tartoztak.
2009 januárjában a CO Zagrebhez igazolt, akikkel a 2008-09-es szezonban kupagyőzelmet és bajnoki címet ünnepelhetett. A következő szezon előtt visszatért a Zametbe, és újabb négy szezont töltött a klub játékosaként. Legjelentősebb eredménye a 2012-ben elveszített kupadöntő volt, illetve a következő szezonban újra az EHF-kupában a selejtezőben estek ki a Meso Lovoseice ellen. 2013 augusztusában Hrvatin elhagyta a Zametot és a Crikvenicához igazolt. Az akkor másodosztályú klubnak 2014-ben rövid ideig játékos-edzője is volt.
2015 nyarán harmadszorra is a Zamet játékosa lett. Két szezont töltött el a csapatnál, majd 2017 nyarán bejelentette visszavonulását és az edzői stábban kapott helyet.

### A válogatottban
A horvát válogatottban 2008 és 2010 között játszott Lino Červar irányítása alatt. Tagja volt a 2009-es, hazai rendezésű világbajnokságon ezüstérmes csapatnak.

## Sikerei, díjai

### Játékosként
RK Zamet
- Horvát Kupa 
  - Döntős (2): 2001, 2012

RK Croatia Osiguranje Zagreb
- Horvát bajnokság
  - Győztes (1): 2008-09
- Horvát Kupa 
  - Győztes (1): 2009

Horvátország
- 2009-es világbajnokság - 2. hely

Egyéni elismerés
- RK Zamet hall of fame - 2015
- A legjobb százalékban értékesített indításgólok 2015-16 - 84,9% [9]

## Kitüntetés
- Order of the Croatian Interlace - 2009[10]